# Gerry Cheevers
Gerald Michael „Gerry“ Cheevers (* 7. Dezember 1940 in St. Catharines, Ontario) ist ein ehemaliger kanadischer Eishockeytorwart, der zwischen 1961 und 1980 in der National Hockey League und in der World Hockey Association aktiv war.

## Karriere
Cheevers professionelle Eishockeykarriere begann 1956 mit 16 Jahren bei den Toronto St. Michael’s Majors in der Ontario Hockey Association. Die Toronto Maple Leafs besaßen die Rechte an dem talentierten Nachwuchsgoalie, bevor er 1965 von den Boston Bruins gedraftet wurde. Sechs Jahre lang spielte er bei verschiedenen Farmteams, bis er schließlich 1967 zum Stammtorhüter der Bruins wurde. 1970 und 1972 gewann er mit Boston den Stanley Cup, in der Saison 1971/72 stellte er einen neuen Rekord mit 33 ungeschlagenen Spielen in Folge auf.
Zu Gerry Cheevers Markenzeichen wurde seine ungewöhnliche, mit Nähten gemusterte Gesichtsmaske, die er seit einem Gesichtstreffer im Training bei jedem Spiel trug. Die Maske entstand, als sein Trainer Harry Sinden ihn nach diesem Vorfall in der Kabine bei einem Bier und einer Zigarette erwischte. Sinden befahl dem unverletzten Cheevers zurück aufs Eis zu gehen, Team Trainer John Forestall malte dem Goalie daraufhin aus Spaß eine Narbennaht auf die Maske. Jedes Mal, wenn Cheevers ähnlich getroffen wurde, kam eine neue Naht dazu, was die Maske schnell zur berühmtesten in der NHL machte.
Im Herbst 1972 wechselte Gerry Cheevers in die World Hockey Association, wo er dreieinhalb Spielzeiten für die Cleveland Crusaders auf dem Eis stand und mehrmals in eines der beiden All-Star Teams gewählt wurde.
1976 kehrte der Goalie aufgrund finanzieller Unstimmigkeiten mit Cleveland zu den Bruins zurück, für die er bis zu seinem Karriereende nach der Saison 1979/80 auf dem Eis stand. Nach seiner aktiven Laufbahn agierte er viereinhalb Jahre lang als Trainer der Boston Bruins, bis 2006 war er als Scout für das Team aktiv.
In seiner NHL-Karriere bekam Gerry Cheevers nur 2,89 Gegentore pro Spiel, in insgesamt 419 NHL-Einsätzen ging er 230-mal als Sieger vom Platz und erreichte 26 Shutouts. Auch belegt er jeweils Platz zwei in den ewigen WHA-Statistiken der niedrigsten Gegentorquote und den meisten Shutouts und dies, obwohl er nur die Hälfte aller WHA-Spielzeiten absolvierte.

### International
Für die kanadische Eishockeynationalmannschaft absolvierte Gerry Cheevers mehrere Spiele, unter anderem in der Summit Series 1974 und dem Challenge Cup 1976. Außerdem trat er mit dem NHL All Star Team beim Challenge Cup 1979 gegen die sowjetische Auswahl an.

## Karrierestatistik
(Legende zur Torhüterstatistik: GP oder Sp = Spiele insgesamt; W oder S = Siege; L oder N = Niederlagen; T oder U oder OT = Unentschieden oder Overtime- bzw. Shootout-Niederlage; Min. = Minuten; SOG oder SaT = Schüsse aufs Tor; GA oder GT = Gegentore; SO = Shutouts; GAA oder GTS = Gegentorschnitt; Sv% oder SVS% = Fangquote; EN = Empty Net Goal; 1 Play-downs/Relegation; Kursiv: Statistik nicht vollständig)

## Erfolge und Auszeichnungen
- Dave Pinkney Trophy: 1960
- Calder-Cup-Gewinn mit den Rochester Americans: 1965
- Harry „Hap“ Holmes Memorial Award: 1965
- AHL First All-Star Team: 1965
- NHL All-Star Game: 1969
- WHA All-Star Game: 1973, 1974
- WHA First All-Star Team: 1973
- WHA Second All-Star Team: 1974 und 1975
- Ben Hatskin Trophy: 1972/73
- Canada Cup: 1976
- Aufnahme in die Hockey Hall of Fame: 1985

## Trivia
- Die kanadische Punk-Band Chixdiggit veröffentlichte 1996 auf ihrem ersten Album Chixdiggit! einen Song mit dem Titel „I feel like Gerry Cheevers (Stitch Marks on My Heart)“, dieses Lied wurde 1997 von Cheeky Monkey gecovert.
- Bis heute hält sich das Gerücht, dass Cheevers einmal einen Vertrag unterschrieb, der ihm erlaubte, in den Drittelpausen Bier zu trinken, der Torhüter bestreitet dies jedoch bis heute.